# Werner Moritz
Werner Moritz (* 8. März 1928 in Hamburg; † 7. Juli 1967 in Magdeburg) war Lehrer für Physik und Biologie sowie Direktor einer Polytechnischen Oberschule (POS) in der Gemeinde Rogätz im  Bezirk Magdeburg.
Nach dem Zugunglück von Langenweddingen, bei dem am 6. Juli 1967 94 Menschen ums Leben kamen, rettete er zwölf Schüler aus dem brennenden Zug. Er erlag einen Tag nach dem Unglück in einem Magdeburger Krankenhaus seinen schwerwiegenden Brandverletzungen und wurde postum mit dem Vaterländischen Verdienstorden in Silber ausgezeichnet. Außerdem tragen ihm zu Ehren eine Grundschule und der Ortsverein des Deutschen Roten Kreuzes in Rogätz seinen Namen.

## Leben
Werner Moritz zog mit elf Jahren zusammen mit seinen Eltern nach Rogätz. Er besuchte bis 1944 die Mittelschule in Tangerhütte. Eine anschließende Schiffbauer-Lehre in Rostock konnte er wegen der Kriegsfolgen nicht beenden. Von 1947 bis 1949 absolvierte er eine Neulehrer-Ausbildung. Danach trat er seine erste Stelle als Lehrer in Parey im Nordosten Sachsen-Anhalts an. Zwei Jahre später wurde er nach Wolmirstedt versetzt, wo er zunächst an einer Berufsschule und später an einer Mittelschule unterrichtete. Im Jahr 1962 wechselte er an eine Polytechnische Oberschule nach Rogätz.
Am 6. Juli 1967 befand er sich zusammen mit rund 250 Reisenden im P 852, der die Strecke von Magdeburg nach Thale befuhr. Das Ziel seiner Reise war eine Ornithologen-Tagung in Mandelholz im Harz. Ebenfalls im Zug waren zahlreiche Schulkinder auf dem Weg in ein Ferienlager. Bei Langenweddingen stieß der Zug an einem Bahnübergang mit einem Tanklastwagen zusammen, der mit rund 15.000 Litern Leichtbenzin gefüllt war. Bei der darauffolgenden Explosion kamen mindestens 94 Menschen ums Leben, darunter 44 Kinder und Jugendliche. Werner Moritz rettete zwölf Schüler aus dem Wrack des Zuges, zog sich dabei jedoch schwere Verbrennungen zu. Er starb einen Tag nach dem Unglück in einem Krankenhaus in Magdeburg und hinterließ seine Ehefrau sowie drei Kinder.